# Friedrich Beckmann (Schauspieler, 1801)
Friedrich Beckmann (22. März 1801 in Hamburg – 18. Dezember 1874 ebenda) war ein deutscher Theaterschauspieler und Komiker.

## Leben
Beckmann betätigte sich zur selben Zeit wie sein weitaus berühmterer Namensvetter Friedrich Beckmann als Schauspieler und Komiker. Er war in Schleswig, Bremen und Schwerin engagiert und wurde 1859 pensioniert. Er starb am 18. Dezember 1874 in Hamburg.